# Josef Beneš (filozof)
Josef Beneš (27. prosince 1901 Hronov –  20. dubna 1970 Praha) byl český filozof.

## Život
Beneš studoval v letech 1920 až 1927 filozofii a přírodní vědy u Jana Blahoslava Kozáka na Karlově univerzitě v Praze, poté v letech 1930–1932 na Kolumbijské univerzitě a Yaleově univerzitě v USA a v letech 1932–1934 na Sorbonně. V roce 1938 se habilitoval na Karlově univerzitě, nejprve přednášel jako soukromý přednášející a od roku 1957 jako profesor.
V meziválečném období Beneš studoval racionální filozofii od René Descarta, Barucha Spinozy, Gottfrieda Wilhelma Leibnize, Immanuela Kanta až po Bertranda Russella, Alfreda North Whiteheada a Edmunda Husserla. Racionalismus považoval za aktivní, kreativní a trend určující cestu. Racionalistická filozofie v jeho pojetí sleduje holistické myšlení, spojuje jednotlivé pohledy a nakonec je spojuje do konzistentního, logického obrazu reality. Po únoru 1948 vyučoval marxistickou filozofii.

## Dílo (výběr)
- Tvořivá inteligence v theorii. 1933
- Descartesova metoda ve vědách a ve filosofii. 1936
- Purkyňův odkaz ve vědě a filosofii. 1957

### Články v časopisech
- O významu filosofie Bergsonovy. I–III, 1930
- Význam Descartových predikací pro jeho metodu. 1937
- Purkyňova fysiologie a dialektika. 1957